# Porzberg
Porzberg ist ein Ortsteil in Unterodenthal in der Gemeinde Odenthal im Rheinisch-Bergischen Kreis. Er liegt auf der Höhe an der Hauptstraße, die von Altenberg nach Blecher führt.

## Geschichte
Erstmals wird Porzberg als mittelalterliches Lehngut des Herrenhofs Holz der Grafen von Berg erwähnt. Am 9. Februar 1373 wird der Porzberg als Wohnplatz für den Schöffen des Odenthaler Schultheissengerichts Konrad zu Straßen aufgeführt. In dem Jahr wurde das Gut von der Abtei Altenberg gekauft und blieb in dessen Besitz bis zur Auflösung des Klosters.
Im Jahr 1703 verfügte Porzberg über sechs Faschinen und 18 Pfähle.
Die Topographia Ducatus Montani des Erich Philipp Ploennies, Blatt Amt Miselohe, belegt, dass der Wohnplatz 1715 als Hof kategorisiert wurde und mit Portsberg bezeichnet wurde.
Carl Friedrich von Wiebeking benennt die Hofschaft auf seiner Charte des Herzogthums Berg 1789 als Portsberg. Aus ihr geht hervor, dass Porzberg zu dieser Zeit Teil von Unterodenthal in der Herrschaft Odenthal war.
Unter der französischen Verwaltung zwischen 1806 und 1813 wurde die Herrschaft aufgelöst. Porzberg wurde politisch der Mairie Odenthal im Kanton Bensberg zugeordnet. 1816 wandelten die Preußen die Mairie zur Bürgermeisterei Odenthal im Kreis Mülheim am Rhein.
Der Ort ist auf der Topographischen Aufnahme der Rheinlande von 1824 und auf der Preußischen Uraufnahme von 1840 als Portzberg verzeichnet. Ab der Preußischen Neuaufnahme von 1892 ist er auf Messtischblättern regelmäßig als Porzberg oder ohne Namen verzeichnet.
| Jahr | Einwohner | Wohngebäude | Kategorie  |
| ---- | --------- | ----------- | ---------- |
| 1822 | 5         |             | Hof        |
| 1830 | 7         |             | Hof        |
| 1845 | 18        | 2           | Ackergüter |
| 1871 | 25        | 4           | Hofstelle  |
| 1885 | 47        | 4           | Wohnplatz  |
| 1895 | 45        | 9           | Wohnplatz  |
| 1905 | 43        | 7           | Wohnplatz  |

Seit 1974 ist der Ort an das öffentliche Kanalnetz angeschlossen.